# Recital of the Script
Recital of the Script – koncert zespołu Marillion utrwalony na wideo. W roku 2003 został wydany jako DVD. Dodatki na DVD zostały nagrane w klubie Marquee w Londynie, w grudniu roku 1982. DVD przytacza nam obraz wyglądu scenicznego grupy z jej wczesnego okresu (Fish „pożera” ludzi podczas piosenki Grendel, makijaże itp.).

## Lista utworów
1. Script for a Jester’s Tear
2. Garden Party
3. The Web
4. Chelsea Monday
5. He Knows you Know
6. Forgotten Sons
7. Market Square Heroes
8. Grendel

Dodatki DVD:
1. He Knows, You Know
2. Backstage
3. Market Square Heroes (Excerpt)
4. Wywiad z Fishem

## Skład zespołu
- Fish – śpiew
- Steve Rothery – gitara
- Pete Trewavas – gitara basowa
- Mark Kelly – keyboard
- Mick Pointer – perkusja

## Single
- Grendel/The Web – został wydany w roku 1984 na VHS.